# Motomondiale 2007
Il Motomondiale 2007 è stata la 59ª edizione del motomondiale; per la prima volta è stato disputato sulla base di 18 gran premi con il ritorno nel calendario del Gran Premio motociclistico di San Marino in aggiunta a quelli già presenti nelle edizioni precedenti.

## Il contesto
Tutte le prove si sono disputate di domenica con le solite eccezioni del Gran Premio del Qatar e del Gran Premio d'Olanda che si corsero di sabato. Anche nel 2007 il Gran premio degli USA si è corso per la sola classe MotoGP.
Vennero invertite rispetto all'anno precedente le prime due prove: dopo l'inizio in Qatar si disputò il GP di Spagna prima di spostarsi a gareggiare in Turchia e Cina e tornare per la seconda volta in Europa per la disputa di sei prove. La seconda parte della stagione prevedeva una trasferta per il Gran Premio motociclistico degli USA prima di tre gare nuovamente nel vecchio continente; dopo ulteriori tre trasferte in Asia e Oceania l'anno si concluse il 4 novembre con la disputa del Gran Premio motociclistico della Comunità Valenciana.
Al termine del campionato si sono laureati campioni tra i piloti: Casey Stoner in MotoGP, Jorge Lorenzo in classe 250 e Gábor Talmácsi in classe 125. Per quanto riguarda le case motociclistiche i titoli furono della Ducati in MotoGP e di Aprilia nelle altre due classi.

## Il calendario
| Data         | Gran Premio                                | Circuito             | Vincitore MotoGP | Vincitore 250    | Vincitore 125    | Resoconto |
| ------------ | ------------------------------------------ | -------------------- | ---------------- | ---------------- | ---------------- | --------- |
| 10 marzo     | GP del Qatar                               | Losail               | Casey Stoner     | Jorge Lorenzo    | Héctor Faubel    | Resoconto |
| 25 marzo     | GP di Spagna                               | Jerez de la Frontera | Valentino Rossi  | Jorge Lorenzo    | Gábor Talmácsi   | Resoconto |
| 22 aprile    | GP della Turchia                           | Istanbul             | Casey Stoner     | Andrea Dovizioso | Simone Corsi     | Resoconto |
| 6 maggio     | GP della Cina                              | Shanghai             | Casey Stoner     | Jorge Lorenzo    | Lukáš Pešek      | Resoconto |
| 20 maggio    | GP di Francia                              | Le Mans (Bugatti)    | Chris Vermeulen  | Jorge Lorenzo    | Sergio Gadea     | Resoconto |
| 3 giugno     | GP d'Italia                                | Mugello              | Valentino Rossi  | Álvaro Bautista  | Héctor Faubel    | Resoconto |
| 10 giugno    | GP di Catalogna                            | Barcellona           | Casey Stoner     | Jorge Lorenzo    | Tomoyoshi Koyama | Resoconto |
| 24 giugno    | GP di Gran Bretagna                        | Donington Park       | Casey Stoner     | Andrea Dovizioso | Mattia Pasini    | Resoconto |
| 30 giugno    | GP d'Olanda                                | Assen                | Valentino Rossi  | Jorge Lorenzo    | Mattia Pasini    | Resoconto |
| 15 luglio    | GP di Germania                             | Sachsenring          | Daniel Pedrosa   | Hiroshi Aoyama   | Gábor Talmácsi   | Resoconto |
| 22 luglio    | GP degli USA                               | Laguna Seca          | Casey Stoner     | No 250 e 125     | No 250 e 125     | Resoconto |
| 19 agosto    | GP della Repubblica Ceca                   | Brno                 | Casey Stoner     | Jorge Lorenzo    | Héctor Faubel    | Resoconto |
| 2 settembre  | GP di San Marino e della Riviera di Rimini | Misano Adriatico     | Casey Stoner     | Jorge Lorenzo    | Mattia Pasini    | Resoconto |
| 16 settembre | GP del Portogallo                          | Estoril              | Valentino Rossi  | Álvaro Bautista  | Héctor Faubel    | Resoconto |
| 23 settembre | GP del Giappone                            | Motegi               | Loris Capirossi  | Mika Kallio      | Mattia Pasini    | Resoconto |
| 14 ottobre   | GP d'Australia                             | Phillip Island       | Casey Stoner     | Jorge Lorenzo    | Lukáš Pešek      | Resoconto |
| 21 ottobre   | GP della Malaysia                          | Sepang               | Casey Stoner     | Hiroshi Aoyama   | Gábor Talmácsi   | Resoconto |
| 4 novembre   | GP della Comunità Valenciana               | Valencia             | Daniel Pedrosa   | Mika Kallio      | Héctor Faubel    | Resoconto |

## Sistema di punteggio e legenda
| Pos.  | 1  | 2  | 3  | 4  | 5  | 6  | 7 | 8 | 9 | 10 | 11 | 12 | 13 | 14 | 15 | 16 > |
| ----- | -- | -- | -- | -- | -- | -- | - | - | - | -- | -- | -- | -- | -- | -- | ---- |
| Punti | 25 | 20 | 16 | 13 | 11 | 10 | 9 | 8 | 7 | 6  | 5  | 4  | 3  | 2  | 1  | 0    |

## Le classi

### MotoGP
Nel regolamento è stata introdotta la limitazione della cilindrata a 800 cm³ (sempre con motore a quattro tempi) ed è entrato in vigore il contingentamento delle gomme.

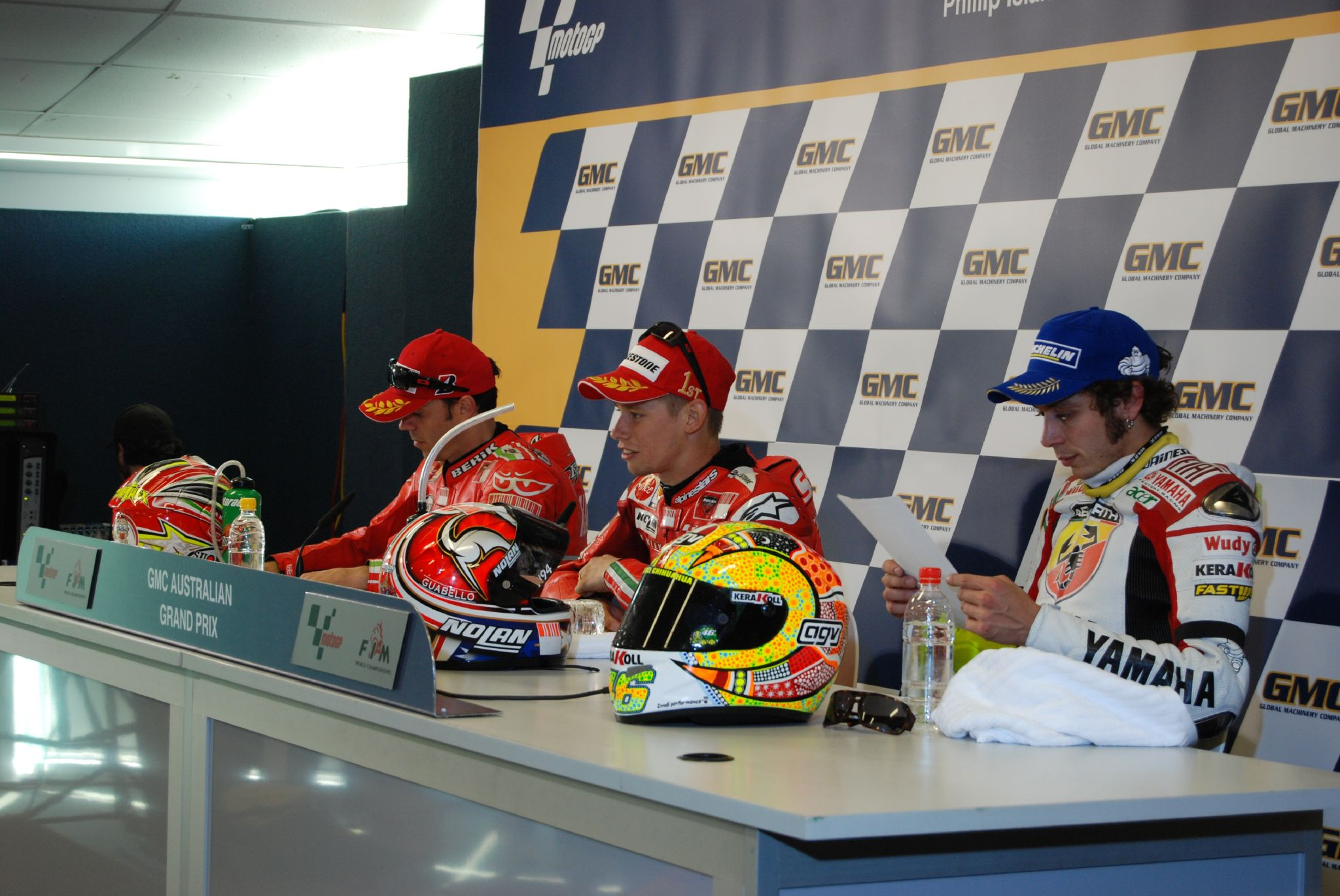
Tre dei protagonisti della stagione: Capirossi, Stoner e Rossi.

Alla fine della sessione di prove i piloti possono provare la partenza dal via. In questo modo possono sperimentare prima della gara la partenza fino alla prima curva, momento critico durante il quale non di rado occorrono incidenti con più moto coinvolte.
Durante questa stagione si è discusso molto su quanto l'elettronica applicata ai prototipi della MotoGP possa influire sul rendimento della moto più dell'abilità del pilota. Il comportamento del motore è infatti controllato curva dopo curva da un sistema elettronico regolabile dal pilota e dai tecnici a bordo pista; rende più stabile, per fare un esempio, la moto durante l'entrata in curva, aumentando la sicurezza.
Il titolo venne assegnato matematicamente già in occasione del GP del Giappone a Casey Stoner sulla Ducati Desmosedici che si aggiudicò anche 10 gran premi su 18 e precedette in classifica Daniel Pedrosa sulla Honda RC212V e Valentino Rossi sulla Yamaha YZR-M1.
Per quanto riguarda la classifica dei costruttori i primi tre posti furono di Ducati, Honda e Yamaha mentre la classifica a squadra venne vinta dalla Ducati Corse che aveva come piloti Stoner e Loris Capirossi.
In occasione del GP di Francia si registrò anche la prima vittoria di una Suzuki in questa classe grazie a Chris Vermeulen.
In occasione del GP del Giappone, iniziato con cattive condizioni atmosferiche (come del resto lo furono anche il GP di Francia e quello di Gran Bretagna), si assistette ai cambi di moto in corsa quando le condizioni meteorologiche migliorarono, cosa ora permessa dai regolamenti.
Con la disputa della prova conclusiva venne anche tagliato il traguardo delle prime 100 gare disputate da questa classe dalla sua nascita nel motomondiale 2002; le statistiche relative vedevano in testa Valentino Rossi tra i piloti con 49 vittorie ottenute fino a quel momento e Honda per quanto riguarda i costruttori con 50 corse vinte.

#### Classifica piloti (prime 5 posizioni)
| Pos. | Pilota          | Moto   |   |    |     |   |   |   |   |    |    |     |    |    |     |   |     |    |   |     | P.ti |
| ---- | --------------- | ------ | - | -- | --- | - | - | - | - | -- | -- | --- | -- | -- | --- | - | --- | -- | - | --- | ---- |
| 1    | Casey Stoner    | Ducati | 1 | 5  | 1   | 1 | 3 | 4 | 1 | 1  | 2  | 5   | 1  | 1  | 1   | 3 | 6   | 1  | 1 | 2   | 367  |
| 2    | Daniel Pedrosa  | Honda  | 3 | 2  | Rit | 4 | 4 | 2 | 3 | 8  | 4  | 1   | 5  | 4  | Rit | 2 | Rit | 4  | 3 | 1   | 242  |
| 3    | Valentino Rossi | Yamaha | 2 | 1  | 10  | 2 | 6 | 1 | 2 | 4  | 1  | Rit | 4  | 7  | Rit | 1 | 13  | 3  | 5 | Rit | 241  |
| 4    | John Hopkins    | Suzuki | 4 | 19 | 6   | 3 | 7 | 5 | 4 | 5  | 5  | 7   | 15 | 2  | 3   | 6 | 10  | 7  | 8 | 3   | 189  |
| 5    | Marco Melandri  | Honda  | 5 | 8  | 5   | 5 | 2 | 9 | 9 | 10 | 10 | 6   | 3  | NP | 4   | 5 | 5   | 10 | 2 | 4   | 187  |
| Pos. | Pilota          | Moto   |   |    |     |   |   |   |   |    |    |     |    |    |     |   |     |    |   |     | P.ti |

| Legenda                                                                        | 1º posto        | 2º posto        | 3º posto | A punti      | Senza punti        | Grassetto=Pole position Corsivo=Giro più veloce |
| Legenda                                                                        | Gara non valida | Non qualificato | Ritirato | Squalificato | "-" Dato non disp. | Grassetto=Pole position Corsivo=Giro più veloce |
| Fonte dei dati: motogp.com, racingmemo.free.fr, autosport.com, jumpingjack.nl. |                 |                 |          |              |                    |                                                 |

#### Classifica costruttori (prime tre posizioni)
| Pos. | Costruttore | Motocicletta |   |   |    |   |   |   |   |   |   |   |   |   |   |   |   |   |   |    | P.ti |
| ---- | ----------- | ------------ | - | - | -- | - | - | - | - | - | - | - | - | - | - | - | - | - | - | -- | ---- |
| 1    | Ducati      | Desmosedici  | 1 | 5 | 1  | 1 | 3 | 3 | 1 | 1 | 2 | 2 | 1 | 1 | 1 | 3 | 1 | 1 | 1 | 2  | 394  |
| 2    | Honda       | RC212V       | 3 | 2 | 2  | 4 | 2 | 2 | 3 | 8 | 3 | 1 | 3 | 3 | 4 | 2 | 3 | 4 | 2 | 1  | 313  |
| 3    | Yamaha      | YZR-M1       | 2 | 1 | 10 | 2 | 6 | 1 | 2 | 2 | 1 | 4 | 4 | 7 | 9 | 1 | 4 | 3 | 5 | 11 | 283  |

#### Classifiche squadre (prime tre posizioni)
| Pos. | Squadra             | Piloti          |     |    |     |    |     |    |    |     |     |    |     |   |     |    |     |   |    |   | P.ti |
| ---- | ------------------- | --------------- | --- | -- | --- | -- | --- | -- | -- | --- | --- | -- | --- | - | --- | -- | --- | - | -- | - | ---- |
| 1    | Ducati Marlboro     | Casey Stoner    | 1   | 5  | 1   | 1  | 3   | 4  | 1  | 1   | 2   | 5  | 1   | 1 | 1   | 3  | 6   | 1 | 1  | 2 | 533  |
| 1    | Ducati Marlboro     | Loris Capirossi | Rit | 12 | 3   | 6  | 8   | 7  | 6  | Rit | Rit | 2  | Rit | 6 | 5   | 9  | 1   | 2 | 11 | 5 | 533  |
| 2    | Repsol Honda        | Daniel Pedrosa  | 3   | 2  | Rit | 4  | 4   | 2  | 3  | 8   | 4   | 1  | 5   | 4 | Rit | 2  | Rit | 4 | 3  | 1 | 369  |
| 2    | Repsol Honda        | Nicky Hayden    | 8   | 7  | 7   | 12 | Rit | 10 | 11 | 17  | 3   | 3  | Rit | 3 | 4   | 9  | Rit | 3 | 9  | 8 | 369  |
| 3    | Rizla Suzuki MotoGP | John Hopkins    | 4   | 19 | 6   | 3  | 7   | 5  | 4  | 5   | 5   | 7  | 15  | 2 | 3   | 6  | 10  | 7 | 8  | 3 | 368  |
| 3    | Rizla Suzuki MotoGP | Chris Vermeulen | 8   | 9  | 11  | 7  | 1   | 8  | 7  | 3   | 16  | 11 | 2   | 5 | 2   | 13 | 11  | 8 | 7  | 6 | 368  |
| Pos. | Squadra             | Piloti          |     |    |     |    |     |    |    |     |     |    |     |   |     |    |     |   |    |   | P.ti |

| Legenda                                                                        | 1º posto        | 2º posto        | 3º posto | A punti      | Senza punti        | Grassetto=Pole position Corsivo=Giro più veloce |
| Legenda                                                                        | Gara non valida | Non qualificato | Ritirato | Squalificato | "-" Dato non disp. | Grassetto=Pole position Corsivo=Giro più veloce |
| Fonte dei dati: motogp.com, racingmemo.free.fr, autosport.com, jumpingjack.nl. |                 |                 |          |              |                    |                                                 |

### Classe 250

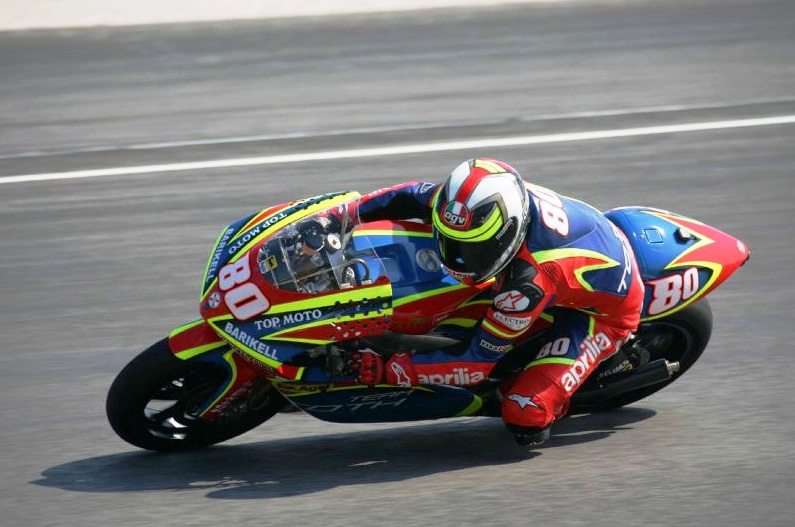
La Aprilia RSV 250 di Barberá.

Per il secondo anno consecutivo il titolo piloti fu di Jorge Lorenzo su Aprilia che precedette Andrea Dovizioso su Honda e Alex De Angelis su Aprilia.
Per quanto riguarda le vittorie nelle singole prove, Lorenzo si impose in 9 occasioni (ottenendo anche 9 pole position), Dovizioso 2 volte, così come Hiroshi Aoyama, Mika Kallio (entrambi su KTM) e Álvaro Bautista (su Aprilia).
Il titolo riservato ai costruttori fu della Aprilia che precedette Honda e KTM. Curiosamente entrambe le classifiche, sia piloti che costruttori, erano la ripetizione di quelle dell'anno precedente.

#### Classifica piloti (prime 5 posizioni)
| Pos. | Pilota           | Moto    |     |     |   |   |   |   |   |     |   |    |    |    |     |   |    |     |     |     | P.ti |
| ---- | ---------------- | ------- | --- | --- | - | - | - | - | - | --- | - | -- | -- | -- | --- | - | -- | --- | --- | --- | ---- |
| 1    | Jorge Lorenzo    | Aprilia | 1   | 1   | 2 | 1 | 1 | 8 | 1 | Rit | 1 | 4  | NE | 1  | 1   | 3 | 11 | 1   | 3   | 7   | 312  |
| 2    | Andrea Dovizioso | Honda   | 5   | 3   | 1 | 3 | 2 | 4 | 3 | 1   | 4 | 5  | NE | 2  | Rit | 2 | 2  | 3   | 11  | 4   | 260  |
| 3    | Alex De Angelis  | Aprilia | 2   | 4   | 4 | 4 | 3 | 2 | 2 | 2   | 2 | 3  | NE | 11 | 5   | 6 | 5  | 9   | Rit | 2   | 235  |
| 4    | Álvaro Bautista  | Aprilia | Rit | 2   | 3 | 2 | 8 | 1 | 5 | Rit | 3 | 17 | NE | 5  | 8   | 1 | 15 | 2   | Rit | Rit | 181  |
| 5    | Héctor Barberá   | Aprilia | 3   | Rit | 8 | 6 | 4 | 3 | 8 | Rit | 7 | 6  | NE | 4  | 3   | 5 | 3  | Rit | 2   | 5   | 177  |
| Pos. | Pilota           | Moto    |     |     |   |   |   |   |   |     |   |    |    |    |     |   |    |     |     |     | P.ti |

| Legenda                                                                        | 1º posto        | 2º posto        | 3º posto | A punti      | Senza punti        | Grassetto=Pole position Corsivo=Giro più veloce |
| Legenda                                                                        | Gara non valida | Non qualificato | Ritirato | Squalificato | "-" Dato non disp. | Grassetto=Pole position Corsivo=Giro più veloce |
| Fonte dei dati: motogp.com, racingmemo.free.fr, autosport.com, jumpingjack.nl. |                 |                 |          |              |                    |                                                 |

#### Classifica costruttori (prime tre posizioni)
| Pos. | Costruttore | Motocicletta |     |   |   |   |   |    |   |   |   |   |    |   |   |     |   |   |   |   | P.ti |
| ---- | ----------- | ------------ | --- | - | - | - | - | -- | - | - | - | - | -- | - | - | --- | - | - | - | - | ---- |
| 1    | Aprilia     | RSV 250      | 1   | 1 | 2 | 1 | 1 | 1  | 1 | 2 | 1 | 3 | NE | 1 | 1 | 1   | 3 | 1 | 2 | 2 | 387  |
| 2    | Honda       | RS 250 R     | 5   | 3 | 1 | 3 | 2 | 4  | 3 | 1 | 4 | 5 | NE | 2 | 6 | 2   | 2 | 3 | 4 | 4 | 275  |
| 3    | KTM         | 250 FRR      | Rit | 6 | 6 | 5 | 7 | 21 | 6 | 3 | 5 | 1 | NE | 3 | 2 | Rit | 1 | 4 | 1 | 1 | 226  |

### Classe 125

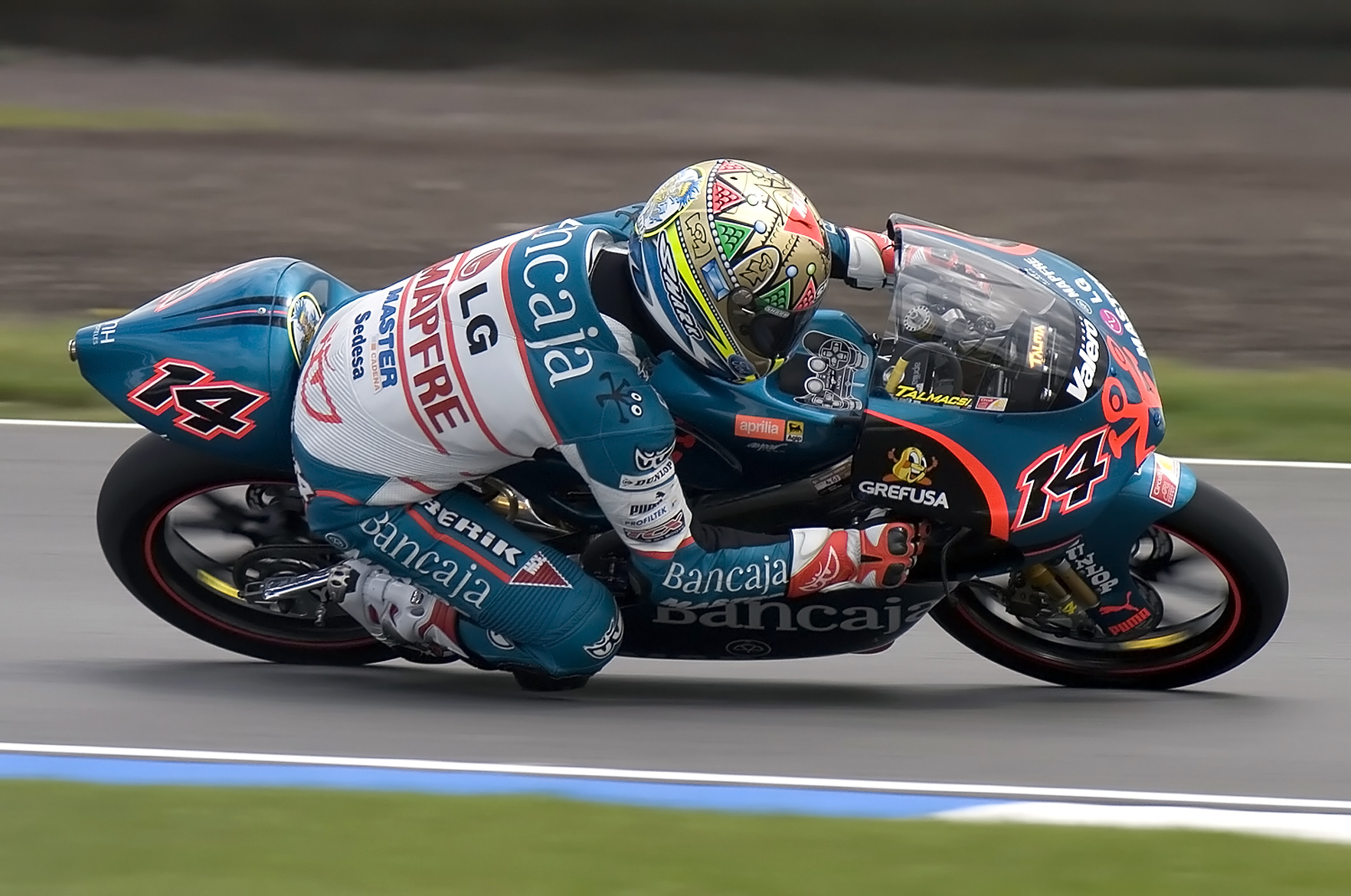
La Aprilia di Gábor Talmácsi.

La classifica piloti vide ai primi due posti Gábor Talmácsi e Héctor Faubel equipaggiati da moto Aprilia, seguiti da Tomoyoshi Koyama su KTM.
Per quanto riguarda la classifica costruttori, primeggiò Aprilia, precedendo KTM e Honda.
Rimarchevole il fatto che 9 pole position su 17 sono state ottenute da Mattia Pasini che, nonostante anche le 4 vittorie nei singoli gran premi (meglio di lui fece solamente Faubel che ne vinse 5), arrivò solo al quinto posto della classifica generale.
Le restanti vittorie furono di Talmácsi in tre occasioni, di Lukáš Pešek in due e una volta ciascuno di Tomoyoshi Koyama, Simone Corsi e Sergio Gadea.

#### Classifica piloti (prime 5 posizioni)
| Pos. | Pilota           | Moto    |     |     |     |     |     |     |     |     |   |     |    |   |    |    |    |   |   |   | P.ti |
| ---- | ---------------- | ------- | --- | --- | --- | --- | --- | --- | --- | --- | - | --- | -- | - | -- | -- | -- | - | - | - | ---- |
| 1    | Gábor Talmácsi   | Aprilia | 2   | 1   | 5   | 4   | 4   | 4   | 2   | Rit | 3 | 1   | NE | 4 | 2  | 2  | 2  | 8 | 1 | 2 | 282  |
| 2    | Héctor Faubel    | Aprilia | 1   | 3   | 10  | 2   | 6   | 1   | Rit | 3   | 2 | 3   | NE | 1 | 17 | 1  | 3  | 3 | 3 | 1 | 277  |
| 3    | Tomoyoshi Koyama | KTM     | 6   | Rit | 3   | Rit | 10  | 5   | 1   | 2   | 6 | 2   | NE | 5 | 3  | 7  | 14 | 6 | 2 | 9 | 193  |
| 4    | Lukáš Pešek      | Derbi   | 3   | 2   | 6   | 1   | 2   | Rit | 13  | 18  | 7 | 6   | NE | 3 | 20 | 13 | 12 | 1 | 6 | 5 | 182  |
| 5    | Mattia Pasini    | Aprilia | Rit | Rit | Rit | 10  | Rit | 6   | Rit | 1   | 1 | Rit | NE | 2 | 1  | 8  | 1  | 7 | 8 | 4 | 174  |
| Pos. | Pilota           | Moto    |     |     |     |     |     |     |     |     |   |     |    |   |    |    |    |   |   |   | P.ti |

| Legenda                                                                        | 1º posto        | 2º posto        | 3º posto | A punti      | Senza punti        | Grassetto=Pole position Corsivo=Giro più veloce |
| Legenda                                                                        | Gara non valida | Non qualificato | Ritirato | Squalificato | "-" Dato non disp. | Grassetto=Pole position Corsivo=Giro più veloce |
| Fonte dei dati: motogp.com, racingmemo.free.fr, autosport.com, jumpingjack.nl. |                 |                 |          |              |                    |                                                 |

#### Classifica costruttori (prime tre posizioni)
| Pos. | Costruttore | Motocicletta |   |    |   |    |    |    |    |    |   |   |    |   |    |    |    |   |   |   | P.ti |
| ---- | ----------- | ------------ | - | -- | - | -- | -- | -- | -- | -- | - | - | -- | - | -- | -- | -- | - | - | - | ---- |
| 1    | Aprilia     | RS 125 R     | 1 | 1  | 1 | 2  | 1  | 1  | 2  | 1  | 1 | 1 | NE | 1 | 1  | 1  | 1  | 2 | 1 | 1 | 410  |
| 2    | Derbi       | RS 125 R     | 3 | 2  | 6 | 1  | 2  | 11 | 10 | 16 | 7 | 6 | NE | 3 | 10 | 13 | 9  | 1 | 6 | 5 | 199  |
| 3    | KTM         | 125 FRR      | 6 | 13 | 3 | 27 | 10 | 5  | 1  | 2  | 6 | 2 | NE | 5 | 3  | 7  | 14 | 6 | 2 | 9 | 196  |